# Banned in Boston
Mit Banned in Boston (in Boston untersagt) wurde von der zweiten Hälfte des 19. Jahrhunderts bis in die 1950er Jahre eine Zensurvorgabe beschrieben, die ein Buch, Theaterstück oder Film vom Verkauf oder der Aufführung in Boston ausschloss. In dieser Zeit hatten die amerikanischen Stadtverwaltungen erhebliche Freiräume, Werke mit zweifelhaftem Inhalt zu verbieten.

## Hintergrund
Boston war eine puritanische Gründung des frühen 17. Jahrhunderts. Die zweite Einwandererwelle, irischstämmige Katholiken, hatte ähnlich wie die Puritaner restriktive Ansichten zu Obszönität und Sexualität. In Philadelphia hingegen kam es, obwohl dort ähnliche Voraussetzungen bestanden, nie zu einer derart strengen lokalen Zensur. Ende des 19. Jahrhunderts hatte speziell in Boston die Kampagne Anthony Comstocks und dessen ursprünglich New Yorker Vereinigung gegen moralische Laster erheblichen Erfolg. Comstock hatte als Leiter des United States Postal Inspection Service weitgehende Kontrollbefugnisse und brachte die sogenannten Comstockgesetze auf den Weg. Damit wurde „obszönes“ Material von der Postbeförderung ausgeschlossen. Einigen Kritikern zufolge wäre bei strenger Auslegung des Kodes selbst die King-James-Bibel nicht mehr zu versenden gewesen.
Die Bostoner Stadtpolitik folgte Comstocks Vorgaben nachhaltig und verbot alles, was als schlüpfrig, unangemessen oder beleidigend empfunden wurde. Eine einflussreiche private Gesellschaft, die Boston Watch and Ward Society, unterstützte das Vorgehen. Ein Großteil der Mitglieder gehörte zu den reichsten und angesehensten Bürgern der Stadt.
Theaterstücke wurden verbannt, Bücher beschlagnahmt und Filmaufführungen verboten. Einige Erstaufführungen wurden abgebrochen, nachdem die Offiziellen „genug gesehen“ hatten.
Die Praxis schadete Bostons Rolle als kulturellem Zentrum. Der Ausdruck „Banned in Boston“ wurde zu einer Art Markenzeichen für nicht gänzlich jugendfreies Kulturschaffen. Teilweise gaben kommerzielle Händler Werke als Banned in Boston aus, obwohl dies gar nicht der Fall war.

## Wandel im 20. Jahrhundert
Viele Herausgeber unternahmen Aktivitäten, damit ihre Bücher als „banned in Boston“ deklariert wurden. “During the 1920s the phrase banned in Boston became famous because the long-established Watch and Ward Society of the so-called Hub of the Universe was forever getting the city censor to ban books from sale. Many publishers actively sought to have their books banned in Boston because they knew the label would increase their sales in the rest of the country...” (deutsch: „Im Verlauf der 1920er Jahre wurde die Wendung banned in Boston berühmt, weil die alteingesessene Watch and Ward Society des sogenannten Nabel des Universums den städtischen Zensor immer wieder dazu brachte, Bücher vom Verkauf auszuschließen. Daraufhin bemühten sich viele Verleger aktiv darum, dass ihre Bücher in Boston verboten wurden, denn sie hatten erkannt, dass die mit dieser Kennzeichnung belegten Bücher im Rest des Landes sehr gut zu verkaufen waren…“)
Der Publizist Henry L. Mencken wurde 1926 in Boston verhaftet, nachdem er ostentativ eine Ausgabe seiner lokal verbotenen Literaturzeitschrift The American Mercury verkauft hatte. Obwohl der Fall vom Gericht abgelehnt wurde und Mencken später eine Klage gegen die Watch and Ward Society wegen illegaler Handelsbeschränkung gewann, änderte sich an der Zensurpraxis nur wenig. Auch der Roman Strange Fruit von Lillian Smith wurde von der Watch and Ward Society verboten.
Im Rahmen der von Earl Warren (Warren Court) 1953–1969 wesentlich veränderten höchstrichterlichen Rechtsprechung wurde unter anderem im Falle Memoirs v. Massachusetts der Freiraum der amerikanischen Kommunen bei der Zensur erheblich beschnitten. Dabei ging es darum, ob der bereits im 18. Jahrhundert veröffentlichte erotische Roman Fanny Hill als literarisches Werk Anerkennung finden könnte.
Die letzte derartige große rechtliche Auseinandersetzung in den USA fand wegen Naked Lunch statt. Hintergrund war ein 1965 erlassenes Banned in Boston. Die Watch and Ward Society benannte sich in New England Citizens Crime Commission um und verlegte sich unter anderem auf die Bekämpfung des Glücksspiels.
Anfang der 1970er Jahre entwickelte sich ein Rotlichtviertel in Boston, die sogenannte Combat Zone. Mitte bis Ende der 1970er Jahre wurde dies mit Planungsvorgaben und erhöhtem Ermittlungsdruck bekämpft. Aufsehen erregten beispielsweise 1976 der Mord an dem Footballspieler und Harvardabsolventen Andrew Puopolo und 1974 der Skandal um den Abgeordneten Wilbur Daigh Mills und die Stripperin Fanne Foxe. Neben einer Gentrifizierung des innenstadtnahen Bereichs begünstigten die leichtere Zugänglichkeit von Internet und Versandhandel den Wandel zurück zu einem normalen Stadtviertel, diese beiden bewirkten, dass erotisches Material vermehrt zuhause konsumiert wurde bzw. wird.